# アルマジモン
アルマジモンはデジタルモンスターシリーズに登場する架空の生命体・デジタルモンスターの一種。

## 概要
デジモンアドベンチャー02で初登場。携帯機にはD-3Ver.3から登場した。名前の由来はアルマジロ。

## 種族としてのアルマジモン
硬い甲殻で体を覆われた哺乳類型デジモン。のん気で愛嬌のある性格だが、お調子者なところがたまに傷である。アルマジモンはブイモンなどと同じように古代種族の末裔であるため、特殊なアーマー進化をすることができる。

### 基本データ
- 世代/成長期
- タイプ/哺乳類型
- 属性/フリー
- 必殺技/ローリングストーン
- 得意技/スクラッチビート、リジッドブロック
- 勢力/ネイチャースピリッツ

得意技
スクラッチビート
長く伸びた前足の爪で敵を攻撃する。
必殺技
ローリングストーン
体を丸めて敵に突進する。

### 亜種・関連種・その他
ボアモン
勇気のデジメンタルで進化したアーマー体。
セピックモン
友情のデジメンタルで進化したアーマー体。
プテラノモン
愛情のデジメンタルで進化したアーマー体。
ディグモン
知識のデジメンタルで進化したアーマー体。
フロッグモン
純真のデジメンタルで進化したアーマー体。
サブマリモン
誠実のデジメンタルで進化したアーマー体。
シープモン
希望のデジメンタルで進化したアーマー体。
シーホモン
光のデジメンタルで進化したアーマー体。
エレファモン
奇跡のデジメンタルで進化したアーマー体。
カメレモン
優しさのデジメンタルで進化したアーマー体。

## 登場人物としてのアルマジモン

### デジモンアドベンチャー02
知識のデジメンタルから出現した火田伊織のパートナーデジモン。名古屋弁で話す。声は浦和めぐみ。ちなみに浦和はこの作品で伊織とアルマジモンのコンビを一人で演じており、ドラマCD『オリジナルストーリー 2003年 -春-』でも2役演じている。進化できるアーマー体のうちの一体が水中戦闘に特化した形態であったり、成長期・成熟期では飛び道具が使えないなど、活躍の場が制限される要素が多かった。
知識のデジメンタルの力で進化したディグモンの大地を掘削する力や飛行能力を持ち、誠実のデジメンタルで進化したサブマリモンは水中を自在に動き回れる力や、人間などが乗れるコックピットがあり、通常進化がほぼ全面的に封じられていた序盤などで、カイザーに操られたデジモンと戦ったり、移動に用いられたりした。
また、ドラマCD『未知へのアーマー進化』では、井ノ上京の所持する愛情のデジメンタルの力でプテラノモンへと進化した。
なお、進化する時にディグモンは「鋼の叡智」、サブマリモンは「渦巻く誠実」、プテラノモンは「嵐を呼ぶ愛情」のキメ台詞がそれぞれある。
- ツブモン⇔ウパモン⇔アルマジモン⇔アンキロモン⇔シャッコウモン
- アルマジモン→ディグモン／サブマリモン／プテラノモン

（ワンダースワンゲームではヴァイクモンに進化したがパラレルワールドを舞台にした作品のため、元の「アルマジモン」にこの進化が可能かどうかは不明）

#### 楽曲
- 絶対オーライ～デジメンタルアップ～
- おみゃーとLet's Go!
- 未来へのメッセージ
- ターゲット～赤い衝撃～

### デジモンテイマーズ
- 直接登場しないが、デジメンタルでアーマー進化した複数の凶悪な個体が登場、主人公たちを襲うが、全滅した。

### デジモンフロンティア
- デジメンタルでアーマー進化した複数の凶悪な個体が登場、主人公を襲うが、アルマジモンの姿に戻され、退散した。

### デジモンリアライズ
ゲーム内に登場。『02』同様 名古屋弁に話している。声は日野まり。